# ボーズマン・イエローストーン国際空港
ボーズマン・イエローストーン国際空港（ボーズマン・イエローストーンこくさいくうこう、Bozeman Yellowstone International Airport）は、アメリカ合衆国モンタナ州のギャラティン郡にある空港。ボーズマンの北西15キロメートルに位置している。

## 概要
イエローストーン国立公園を訪れる観光客の利用が多く、旅客数はモンタナ州の空港としては最多である。

## 主な就航路線
- デンバー国際空港
- ミネアポリス・セントポール国際空港
- ソルトレイクシティ国際空港
- シアトル・タコマ国際空港
- シカゴ・オヘア国際空港
- ダラス・フォートワース国際空港
- ラスベガス国際空港
- アトランタ国際空港
- ロサンゼルス国際空港
- ニューアーク・リバティー国際空港

## 主な航空会社

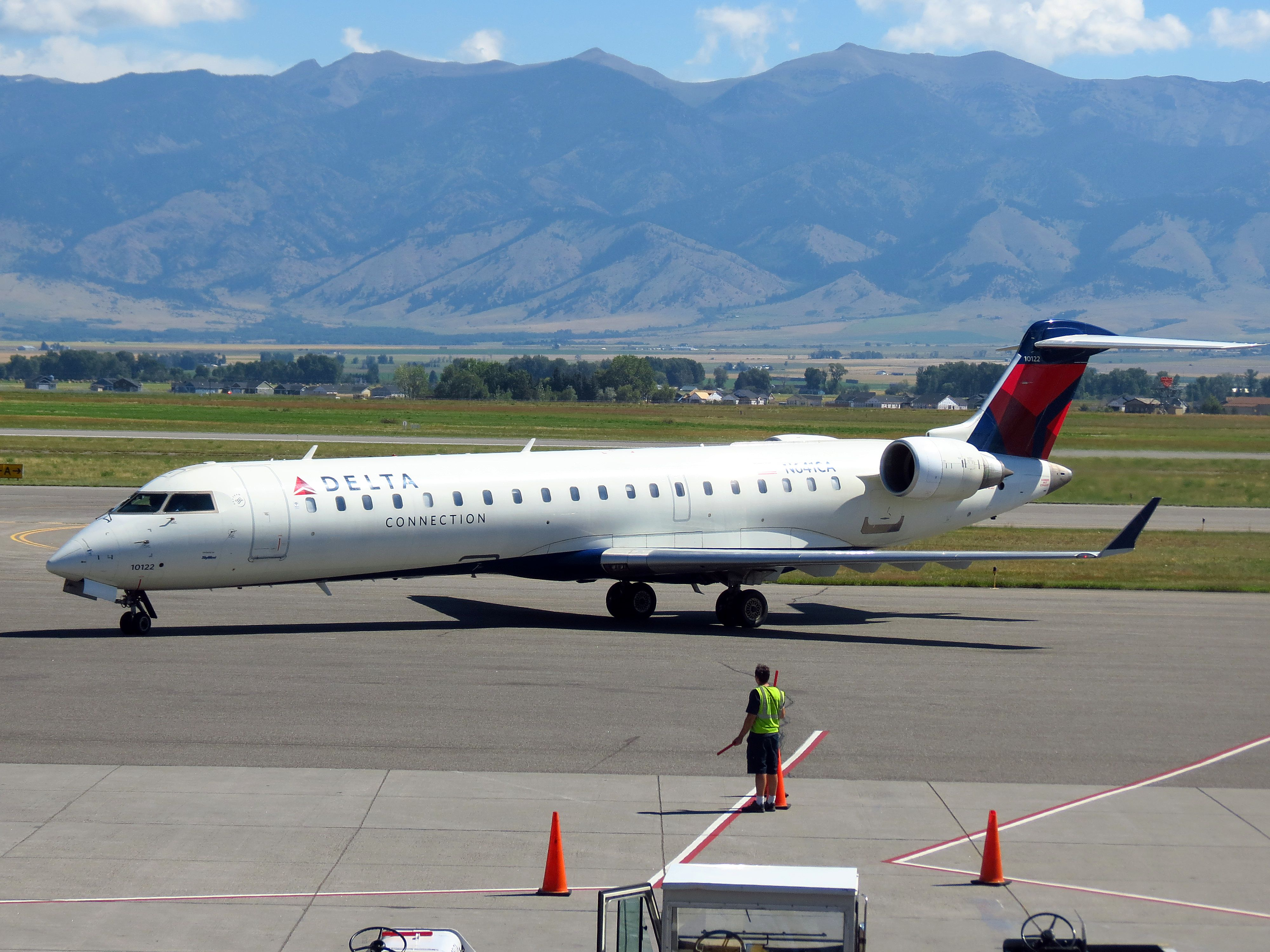
デルタ・コネクション

- ユナイテッド航空
- デルタ航空
- アメリカン航空
- サウスウエスト航空
- アラスカ航空
- ジェットブルー航空
- サンカントリー航空
- アレジアント・エア